# ブレイザーR93
ブレイザー R93（独・英：BLASER R93）は、シグ社（現：シグザウエル）の傘下ブレイザー・ヤークトバッフェン社が開発・販売しているボルトアクション方式のライフルで、現在はノーマルモデルとLRS (Long Range Sporter) が存在する。この項では両方を紹介する。

## 特徴
ストレートアクションを採用しているため、普通のマウザーアクションよりも速射性能が高く、使った人に言わせると「セミオート寄りの速射性能と、ボルトアクションの精度を併せ持ったスナイパーライフル」である。ボルトハンドルを後方へ引くとわずかに回転して閉鎖が解かれ、そのまま引き続けるとボルトが後退して排莢が行われる。ボルトハンドルを前方へ押し出すことで次弾が装填され、ボルトが閉鎖される。
ボルトにはスリーブ状の部品がかぶせられ、その先端は全周にわたって14分割されている。閉鎖状態ではボルトスリーブが外側へ押し出されて放射状に広がり、コレットチャックのようにバレル後端の溝と噛み合う。受圧面積が広いため高い圧力に耐えることができ、自動的に芯出しも行えるため精度も出しやすい。
バレルがボルト2本で固定されており、しかも、ボルト、マガジン共に簡単に交換可能であり、.308Win、.300win mag、.338Lapua magという3種類の弾薬をデザートイーグルやベレッタ90-Twoのように使い分けることができるバレルのクイックチェンジ機構など、この銃ならではの特徴は多いが、それゆえ異端扱いされる事もある。

## ノーマルモデル
競技用ライフルのスタイルをしているタクティカルモデルとは異なり、山でハンティングをする事を重視し、可搬性なども考慮されるため、スタイルは狩猟用ライフルになっている。しかし、ストレートアクションのボルト機構（ストレートプルボルトアクション）や、バレルのクイックチェンジ機構などは全く同じであり、様々なターゲットに合わせるため、リムファイアの.17 HMRからシングルファイア専用となる10.7x60mmRまで、使用可能弾薬は40種類におよぶ。

## Long Range Sporter（LRS）モデル
多くのボルトアクションライフルが狩猟用のライフルを元としているのに対し、このLRSはビッグボアライフルなどの競技用ライフルを元としている。そのために、他のライフルとは全く異なる外見をしているのが特徴。用途的には狙撃銃に分類されるが、イメージ的な問題からSの部分はSniperではなくSporterと命名されている。他にも競技用ライフル譲りのアジャスト機能の搭載や、様々な部品が左右反転し、ボルトハンドル以外を入れ替えられるなど、左利きの射手でも使いやすい所などが特徴。

## 登場作品

### 映画・テレビドラマ
『NUMBERS 天才数学者の事件ファイル』
第1シーズン第9話「スナイパーの心理」の会話に登場。
『インセプション』
主人公のコブが雪山の病院で使う。雪上迷彩仕様。
『ヒットマン』
エージェント47が使用。
『プレデターズ』
イザベルが使用。デジタルスコープ装着。
『野蛮なやつら/SAVAGES』
元ネイビーシールズのサムとビリーがLRS2モデルを使用。
『ラストスタンド』
LRS2が登場。
『ワイルド・スピード EURO MISSION』
レーザーサイトを装着したものが登場する。

### 漫画・アニメ
『ヨルムンガンド』
ルツが作中頻繁に使用。.338 ラプアマグナム仕様。900mの距離から狙撃を成功させている。
『ソードアート・オンライン オルタナティブ ガンゲイル・オンライン(小説・アニメ)』
ゲーム中、シャーリーがタクティカル２を使用。スキル「弾頭加工スキル」による自作の炸裂弾を使用可能。
現実世界でも猟師としてノーマルのR93を愛用しているが、これは作中世界では2018年に銃刀法が一部改正されたことで、24歳の彼女でもR93を所持可能となっているため。
GGO内でタクティカル２を使用しているのはゲーム中にノーマルのR93が存在しないための妥協である。

### ゲーム
『Alliance of Valiant Arms』
2011年5月18日実装。ゲーム内ではボルトアクション式ライフルの中でも比較的早い連射能力を持つ武器として登場。また、再装填の時間も短い。7.62x63mmPZ弾にカスタムすることで、一撃率を抑える代わりに消音能力を付加できる。
『PAYDAY 2』
DLCである「Gage Sniper pack」を購入することで使用が可能になる。金属ボディの他、カスタマイズで木製ボディにすることも可能。本来と異なり、ゲーム中に登場する他のボルトアクションライフルより速射性能が低い。
『Phantom -PHANTOM OF INFERNO-』
ツヴァイが、ある仕事で狙撃手のカウンタースナイプを行うために使用。
『TrueCombat:Elite』
スナイパークラスが持てる銃の中にLRSの.338 ラプアマグナム仕様が登場。
『ソードアート・オンライン フェイタル・バレット』
タクティカル２が「カームハウンド」の名称で登場。ただし、銃床部など外見が若干アレンジされた架空銃である。シャーリーが使用する。